# Ana Cristina de Souza
Ana Cristina de Souza, född 7 april 2004 är en volleybollspelare (spiker). Hon spelar i Brasiliens landslag. Med landslaget har hon tagit silver vid OS 2021 och vunnit Sydamerikanska mästerskapet  2021. 
På juniornivå tog hon brons med landslaget vid U18-VM 2019, där hon själv utsågs till (en av två) bästa vänsterspiker. Hon spelade med AA São Caetano och EC Pinheiros som junior.